# バラケ・シソコ

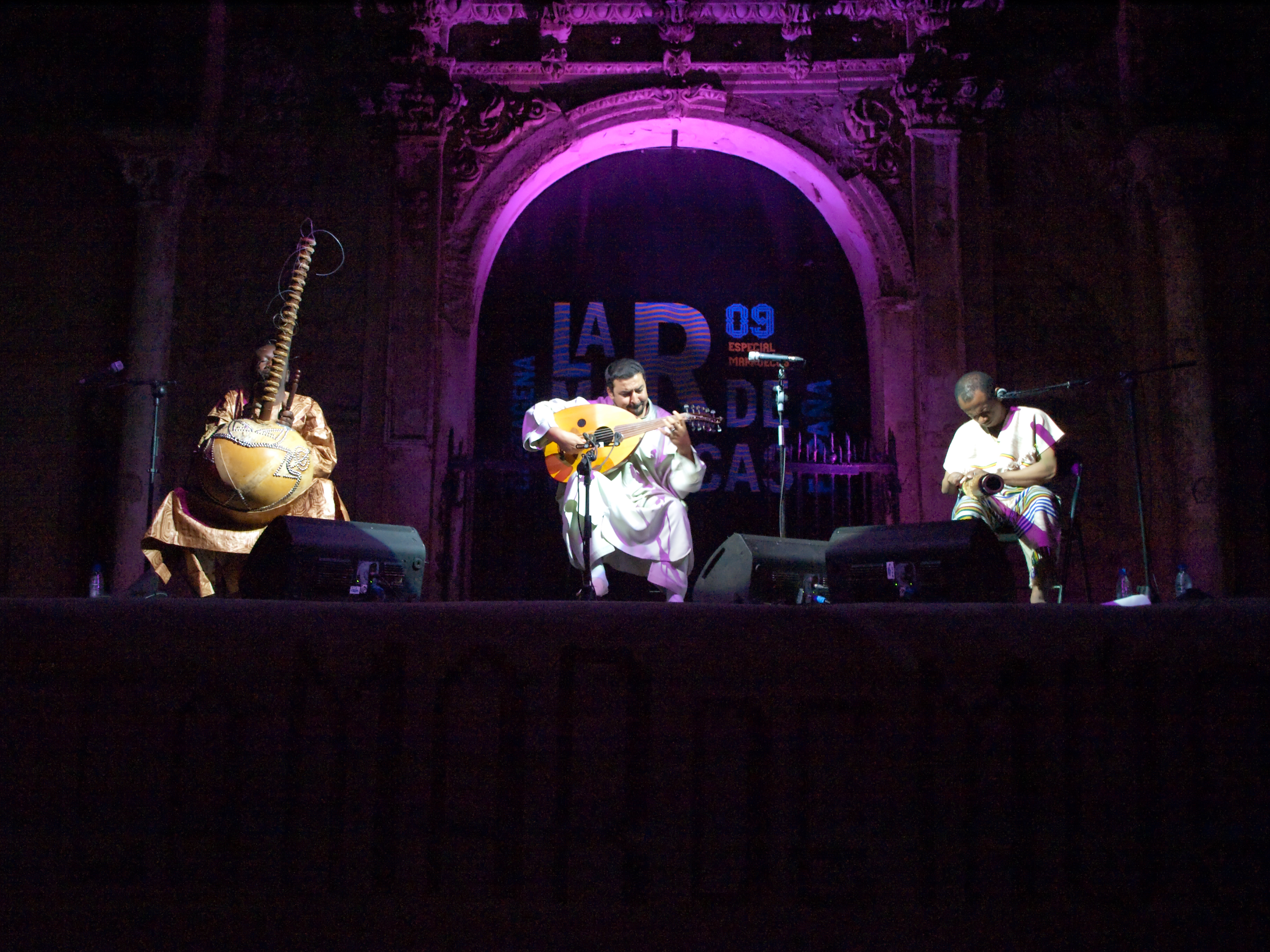
3MAで演奏するバラケ・シソコ（左・2009年）

バラケ・シソコ（Ballaké Sissoko、1968年 - ）は、マリ共和国のコラ奏者。トゥマニ・ジャバテやタジ・マハールたちと共演したことで知られる。ルドヴィコ・エイナウディとのアルバム『Diario Mali』でも知られる。父のディエリマリ・シソコも著名な音楽家とされる。

## 経歴
ディエリマリ・シソコの息子として知られ、グリオ・カーストの他の子どもと同様に、幼少期から音楽を始める。マリのインストゥルメンタル・アンサンブルで演奏した後、著名な女性歌手やトゥマニ・ジャバテとの共演で知られるようになる。2000年、トリオ「マンデ・タボロ」をアンゴニ奏者とバラフォン奏者とともに結成する。
2005年のアルバム『Tomora』には、コラ奏者にジャバテ、歌手にアルボルカドリ・バリーとロキア・トラオレとファンガ・ディアワラ、マリ国立器楽アンサンブルのヴァイオリン・ソリストが参加した。
2009年10月にリリースされたアルバムはクラシックのチェリスト、ヴァンサン・セガールとの共演で、フランスでは『No Format!』、アメリカではシックス・ディグリーズ・レーベルからそれぞれリリースされた。
2013年にシソコはソロ・アルバム『At Peace』をリリース。ヴァンサン・セガールがプロデュースを担当し、いくつかの収録曲で演奏している。

## ディスコグラフィ
- Kora Music from Mali (1998年、bibiafrica)
- New Ancient Strings (1999年、Hannibal-Ryko / Harmonia Mundi) ※with トゥマニ・ジャバテ
- Déli (2000年、Bleu/Indigo)
- Diario Mali (2003年、Ponderosa) ※with ルドヴィコ・エイナウディ
- Tomora (2005年、Bleu/Indigo)
- 『チェンバー・ミュージック〜コラとチェロとの室内楽』 - Chamber Music (2009年、No Format!/Six Degrees) ※with ヴァンサン・セガール
- Humbling Tides (2011年、Talitres / No Format!) ※with Stranded Horse
- At Peace (2013年)
- 『夜の音楽』 - Musique de Nuit (2015年) ※with ヴァンサン・セガール
- Djourou (2021年)
- A Touma (2021年)
- Les Égarés (2023年)